# Segusiaves
Els segusiaves (en llatí segusiavi o segusii, en grec σεγοσιανοί o σεγουσιανοί) eren un poble gal esmentat per Cèsar que diu que l'any 58 aC quan anava contra els helvecis va passar pel territori dels al·lòbroges i allí va creuar el Roine i va entrar en territori dels segusians. Els situa en l'angle entre el Roine i el Saona. També parla dels hedus i els segusians com a fronterers amb Provincia, i de què els segusians eren dependents dels hedus.
Estrabó els situa entre el Roine i el Dubis (Doubs) de forma molt genèrica. Lugdúnum era en territori dels segusians. Claudi Ptolemeu esmenta la ciutat dels segusians sota el nom de Forum Segusiavorum.